# Campionati mondiali di sci alpino 1939

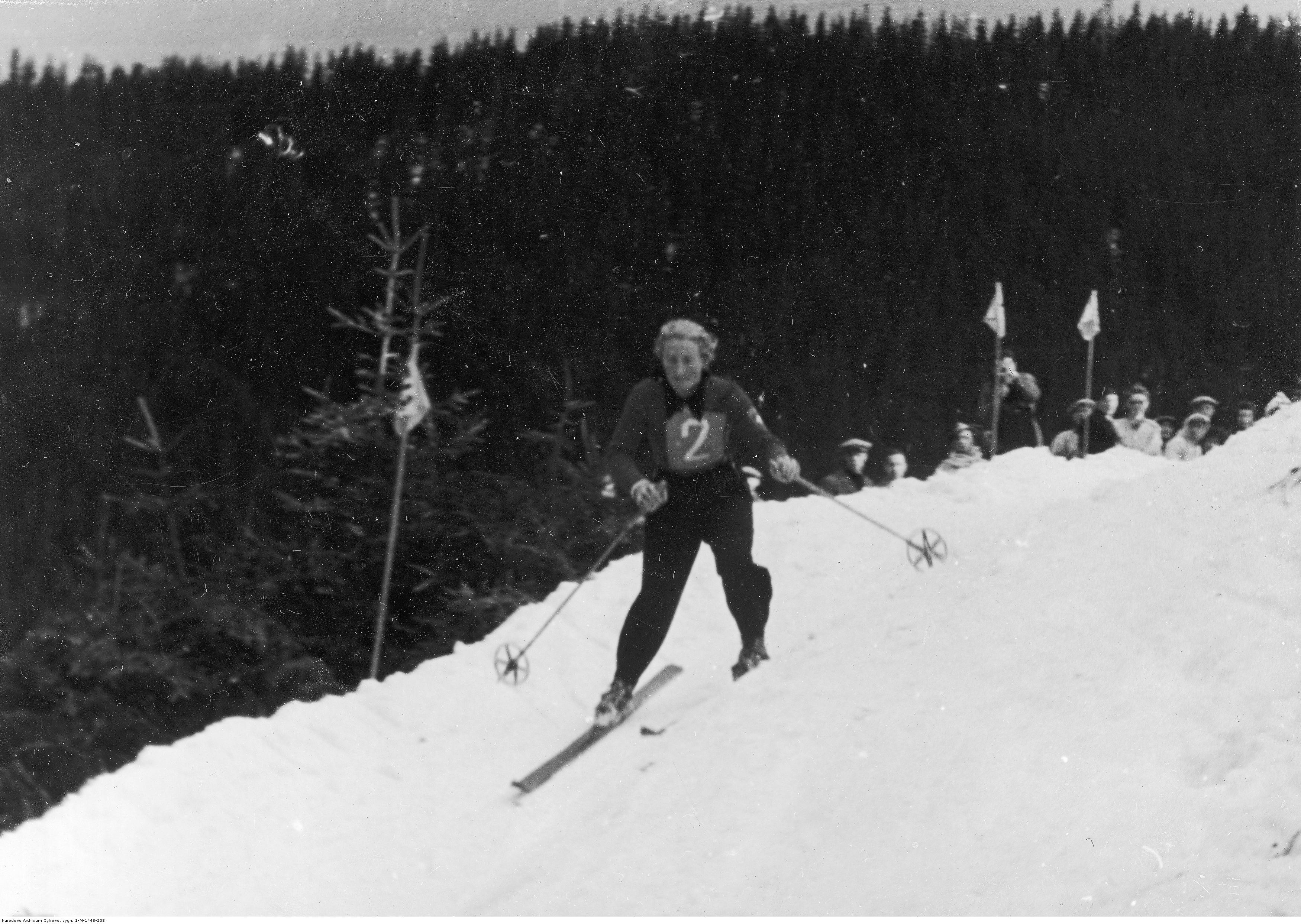
Elvira Osirnig in azione.

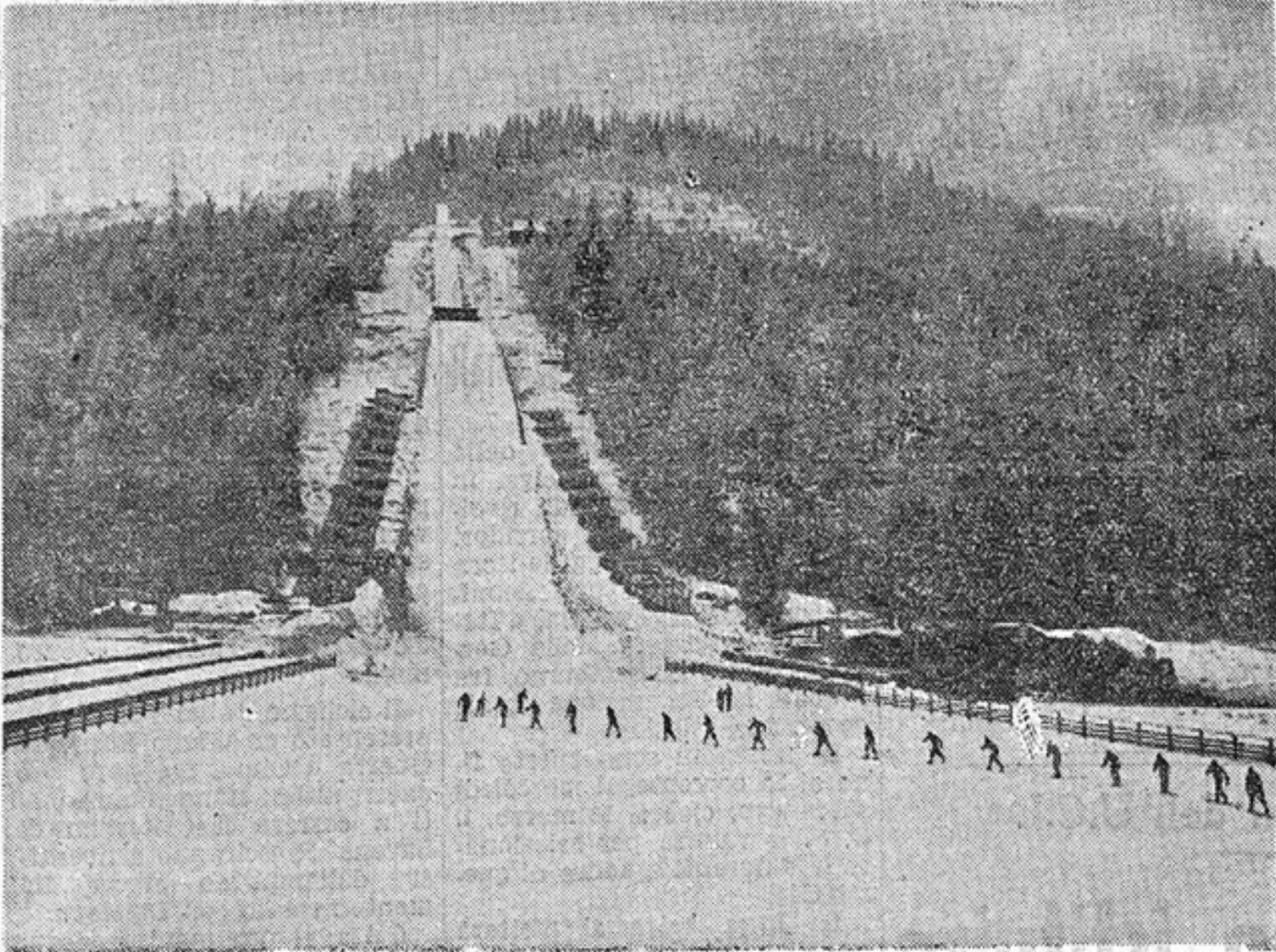
Il trampolino con per il salto con gli sci di Zakopane nel 1939

I Campionati mondiali di sci alpino 1939 si svolsero a Zakopane in Polonia.
Dopo che l'Austria venne annessa nel 1938 al Terzo Reich tedesco, gli atleti austriaci non potevano più rappresentare la loro nazione ma potevano gareggiare per la Germania. I successi ottenuti dagli atleti austriaci in questo periodo di tempo, figurano ancora oggi ufficialmente nel medagliere della Germania.
Ai campionati del 1939 ciò riguardò solo le medaglie ottenute da Josef Jennewein e William Walch e Helga Gödl. L'edizione seguente del 1941 venne disputata, ma a causa della situazione politica della Federazione Internazionale Sci (FIS), non venne mai riconosciuta ufficialmente. A seguito dello scoppio della Seconda guerra mondiale non ci furono più altre edizioni fino al 1948.
L'austriaco Gustav Lantschner, così come Hady Pfeifer Lantschner, era già passato nel 1936 a gareggiare per la federazione sciistica tedesca, e per essa ottenne una medaglia d'argento alle olimpiadi invernali del 1936.

## Uomini

### Discesa libera
| Posizione | Atleta             | Nazione  |
| --------- | ------------------ | -------- |
| 1         | Hellmut Lantschner | Germania |
| 2         | Josef Jennewein    | Germania |
| 3         | Karl Molitor       | Svizzera |

### Slalom
| Posizione | Atleta          | Nazione  |
| --------- | --------------- | -------- |
| 1         | Rudolf Rominger | Svizzera |
| 2         | Josef Jennewein | Germania |
| 3         | Wilhelm Walch   | Germania |

### Combinata
| Posizione | Atleta          | Nazione  |
| --------- | --------------- | -------- |
| 1         | Josef Jennewein | Germania |
| 2         | Wilhelm Walch   | Germania |
| 3         | Rudolf Rominger | Svizzera |

## Donne

### Discesa libera
| Posizione | Atleta        | Nazione  |
| --------- | ------------- | -------- |
| 1         | Christl Cranz | Germania |
| 2         | Lisa Resch    | Germania |
| 3         | Helga Gödl    | Germania |

### Slalom
| Posizione | Atleta        | Nazione  |
| --------- | ------------- | -------- |
| 1         | Christl Cranz | Germania |
| 2         | Gritli Schaad | Svizzera |
| 3         | Maj Nilsson   | Svezia   |

### Combinata
| Posizione | Atleta        | Nazione  |
| --------- | ------------- | -------- |
| 1         | Christl Cranz | Germania |
| 2         | Gritli Schaad | Svizzera |
| 3         | Lisa Resch    | Germania |

## Medagliere
| Pos | Nazione  | Oro | Argento | Bronzo | Totale |
| --- | -------- | --- | ------- | ------ | ------ |
| 1   | Germania | 5   | 4       | 3      | 12     |
| 2   | Svizzera | 1   | 2       | 2      | 5      |
| 3   | Svezia   | 0   | 0       | 1      | 1      |